# Heterophleps morensata
Heterophleps morensata är en fjärilsart som beskrevs av George Duryea Hulst. Heterophleps morensata ingår i släktet Heterophleps och familjen mätare. Inga underarter finns listade i Catalogue of Life.